# Znanstveni institut Gradišćanskih Hrvatov
Znanstveni institut Gradišćanskih Hrvatov (Wissenschaftliches Institut der Burgenländischen Kroaten s kraticom ZIGH) je u Austriji 1994. godine registrirano društvo. Zadatak mu je istraživanje kulturnih, društvenih, gospodarstvenih, pravnih i političkih pitanja Gradišćanskih Hrvata; sakupljanje povelja, povijesnog materijala i sredjenje materijala; priminjanje istraživačkih rezultata, kao i suradnja i izgradjenje kontakata s drugim znanstvenim institucijama, koje se bave sličnim pitanjima.

## Povijest društva
Znanstveni institut Gradišćanskih Hrvatov je bio zamišljen kao javno tijelo u društvenom i kulturnom životu Gradišćanskih Hrvata, koje bi pomagalo odstraniti istraživački deficit na svim znanstvenim područjima gradišćanskohrvatske narodne grupe.
Ideja za vlastitom Akademijom se je rodila već između dva rata prošlog stoljeća u obrazovanom krugu istomišljenika zbog aktualnog jezičnog pitanja. Gradišćanskohrvatski intelektualci su tada još u idealističkom smislu potribovali, da se u nekom znanstvenome zavodu, kakvog imaju i drugi narodi, diskutiraju jezične teme. 
Izdjelana su pravila društva, čije sjedište je bilo u Željeznom, glavnome gradu zemlje Gradišća, u kojoj živi većina gradišćanskih Hrvata. Iako je zadaća društva, cjelovito obuhvatiti gradišćanskohrvatsku problematiku i uzeti u obzir sve znanstvene discipline javnog života, ono momentano fokusira svoje djelovanje na književno-jezično-povijesni teren. 
Od 2007. godine Institut svoje sjedište ima u Trajštofu, na Trgu ddr. Štefana Laszla.

## Jezična istraživanja
Od samog osnivanja se ZIGH koncentrira na jezik narodne grupe. Od 1995. godine unutar Instituta djeluje Jezična komisija koja ima zadatak, da normira gradišćanskohrvatske izraze za one riječi, koje nisu otiskane u Gradišćanskohrvatsko-hrvatsko-njemačkom rječniku i za koje ne postoji gradišćanskohrvatski ekvivalent. 2003. godine je ZIGH po dugoljetnom istraživanju izdao veliku Gramatiku gradišćanskohrvatskoga jezika, a protagonisti ZIGH-a su sastavili 2007. godine i Pravopis gradišćanskohrvatskoga jezika. 

## Razvitak hrvatskog jezika
Na sjednicama "Jezična komisija svaki misec normira gradišćanskohrvatske izraze i fraze za različna područja svakidanjega upotribljavanja ali i stručne izraze iz različnih područjev znanja."

## Publikacije ZIGH-a
Znanstveni zbornik, 2. edicija (2006)
István Nyomárkay, István Vig: Rukopisne prodike iz Pannonhalme (2005.)
Ivo Sučić (glavni urednik) i grupa autora: Gramatika gradišćanskohrvatskoga jezik (2003.)
Znanstveni zbornik, 1. edicija (2002.)
Joško Vlašić, Harald Prickler: Uzlopska gmajska knjiga - Das Osliper Gemeinde- und Denkbuch 1641-1732 (2001.)
Šimun Palatin: Horvátcki Virgilius. Za tisak priredio i priloge o Šimunu Palatinu i Horvatckom Virgiliušu napisao Zvonimir Bartolić, (2000.)
Nikola Benčić: Književnost gradišćanskih Hrvata od XVI. stoljeća do 1921. (Prinosi za povijest književnosti u Hrvata, knjiga VII.), izdavač: Sekcija Društva hrvatskih književnika i Hrvatskog centra P.E.N.-a za proučavanje književnosti u hrvatskom iseljeništvu (1998.)
Nikola Benčić:  Književnost gradišćanskih Hrvata od 1921. do danas (Prinosi za povijest književnosti u Hrvata, knjiga VIII.), izdavač: Sekcija Društva hrvatskih književnika i Hrvatskog centra P.E.N.-a za proučavanje književnosti u hrvatskom iseljeništvu (2000.)
Šandor Horvath: Rani gradišćanskohrvatsko-ugarski rječnik, (1998.)
Irvin Lukežić: Proza u gradišćanskih Hrvata (1997.)
Alojz Jembrih: Na izvori gradišćanskohrvatskoga jezika i književnosti / Aus dem Werdegang der Sprache und Literatur der Burgenlandkroaten (1997.)
István Nyomárkay: Sprachhistorisches Wörterbuch des Burgenlandkroatischen mit einem rückläufigen Verzeichnis der Titelwörter (suizdavač: Ungarska akademija znanosti) (1996.)
Georgy Damshicz: Kratka sprava nauka kerschianzkoga, Bečko Novo Mesto (Samuel Müller) 1744. Reprint: Kršćanska sadašnjost (1994.)
Alojz Jembrih: Juraj Damšić i njegov »Nauk keršćanski« (1744), (1994.)

## Predsjednici ZIGH-a
Joško Vlašić (1994. – 1996.)
Agnjica Csenar-Schuster (1996. – 2008.)
Zlatka Gieler (2008. -  )

## Vanjske poveznice
Službena stranica Znanstvenoga instituta Gradišćanskih Hrvatov